# Hyposerica carinata
Hyposerica carinata är en skalbaggsart som beskrevs av Hermann Burmeister 1855. Hyposerica carinata ingår i släktet Hyposerica och familjen Melolonthidae.
Artens utbredningsområde är Madagaskar. Inga underarter finns listade i Catalogue of Life.